# Zona fótica

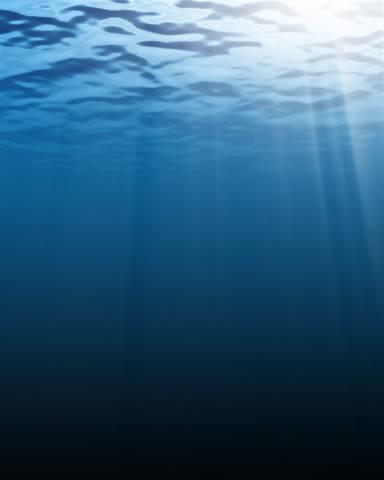
Definición fotográfica de una Zona fótica.

En los ecosistemas marinos y lacustres la zona fótica o zona eufótica es aquella en la que penetra la luz del sol. Su profundidad es muy variable en función de la turbidez del agua. Puede terminar a sólo unos decímetros de la superficie en aguas muy turbias de ríos y pantanos, o acercarse a los 200 m, que es el valor típico en las regiones tropicales de los océanos, de aguas muy transparentes.
Se llama profundidad eufótica o nivel eufótico a la profundidad en la que la intensidad de la luz queda reducida a un 1% de la que ha penetrado la superficie, el límite por debajo del cual no queda luz suficiente para la fotosíntesis.

## Profundidad
Los rayos del sol  que alcanzan la superficie penetran o se reflejan en proporciones que varían entre la inclinación (desviación de la vertical), de manera que cuanto más cerca está el Sol del horizonte, mayor es la proporción reflejada. Esto hace que dentro del agua la luz sea esencialmente cenital (es decir, desde arriba). La luz difusa del cielo se refleja en un 17%. A medida que profundizamos la luz dispersa va ganando importancia relativa con respecto a la cenital, la que incide desde arriba, y el gradiente de iluminación se va haciendo menos marcado.
El segundo factor que afecta la transparencia son las propiedades ópticas del agua. En contra de la primera impresión, el agua no es totalmente transparente para la luz visible, sino que la absorbe con una eficacia que depende de la longitud de onda, es decir, del color. En la tabla se ve que la longitud de onda para la que el coeficiente de extinción toma un valor mínimo, es decir, para la que el agua es más transparente, es la propia de la luz azul verdosa. Por esta razón este color domina el ambiente en las grandes profundidades.
El otro factor del que depende la penetración de la luz es la turbidez. Ésta mide la presencia de partículas que absorbiendo o reflejando la luz la obstaculizan. En ciertas circunstancias, como las corrientes costeras, la carga puede consistir sobre todo en partículas minerales, sobre todo de la fracción arcillosa, la de menor diámetro. En alta mar son los microorganismos del plancton y las partículas orgánicas las que enturbian el agua. Las propias moléculas del agua dispersan la luz, como hacen las del aire, y tienden a reservar el color azul o azulverdoso característico de las aguas profundas. Cuando abundan las partículas, cualquiera que sea su color propio, la dispersión favorece una color más amarillento, de forma que las aguas turbias tienden a ser más verdes y menos azules que las transparentes.
Sin luz no hay fotosíntesis, ni por lo tanto muchas oportunidades para la producción primaria, así que es en la zona fótica donde se concentra la mayor parte de la biomasa y la actividad metabólica en los mares. En las regiones tropicales de los océanos la producción primaria es muy limitada, porque los nutrientes minerales se agotan muy deprisa sin renovarse, constituyendo casi desiertos biológicos; es en estas regiones donde la turbidez debida a los seres vivos es mínima y la zona eufótica alcanza la máxima profundidad.
En los océanos, es hacia el fondo de la zona fótica donde se vuelve mínima la concentración de oxígeno (O2). Confluyen varios factores, de los que el primero es el alejamiento con la atmósfera que reduce los efectos de la mezcla que se da en la superficie. El factor más importante es la distribución de los tipos de metabolismo, porque en esa zona desaparecen los fotosintetizadores, a la vez que siguen abundando los heterótrofos, muchos de ellos aerobios, consumidores de oxígeno, que explotan la relativamente abundante materia orgánica que cae de la zona bien iluminada.